# Perizoma nigrostipata
Perizoma nigrostipata är en fjärilsart som beskrevs av Paul Dognin 1913. Perizoma nigrostipata ingår i släktet Perizoma och familjen mätare. Inga underarter finns listade i Catalogue of Life.